# Binnageona michigeona
Binnageona michigeona (hangeul: 빛나거나 미치거나, lett. Brillare o impazzire; titolo internazionale Shine or Go Crazy, conosciuta anche come Shine or Be Mad) è una serie televisiva sudcoreana trasmessa su MBC dal 19 gennaio al 7 aprile 2015, basata sull'omonimo romanzo di Hyun Go-woon.
Il titolo della serie è un gioco di parole con l'ideogramma "Gwang" del nome del protagonista della serie, Gwangjong: il nome è scritto con il carattere cinese 光, che significa "brillante", ma "gwang" è anche la pronuncia coreana del carattere cinese 狂, che significa "pazzo".

## Trama
Wang So è il principe di Goryeo, ma, a causa di una profezia secondo la quale trasformerà il paese in un fiume di sangue, viene esiliato e ripudiato dalla famiglia reale. Avendo perso il suo posto come erede legittimo al trono, vive in isolamento e, approfittando della sua assenza, il suo fratellastro Wang Uk inizia a tramare per ottenere il potere. Shin Yool è l'ultima principessa del regno ormai caduto di Balhae, e da piccola è scampata ad un tentativo di assassinio da parte della sua gente a causa di una profezia che la identifica come "luce di un'altra nazione". Lei e Wang So si sposano senza amarsi, ma con il tempo diventano più intimi e iniziano a provare dei sentimenti l'uno per l'altra.

## Personaggi
- Wang So (Gwangjong di Goryeo), interpretato da Jang Hyuk.
- Shin Yool/Gaebong, interpretata da Oh Yeon-seo.
- Hwangbo Yeo-won, interpretata da Honey Lee.
- Wang Uk (Seongjong di Goryeo), interpretato da Lim Ju-hwan.
- Wang Sik-ryeom, interpretato da Lee Deok-hwa.
- Jeongjong I di Goryeo, interpretato da Ryu Seung-soo.
- Se-won, interpretato da Na Jong-chan.

## Ascolti
| Episodio | Data di trasmissione | Dati TNSM           | Dati TNSM                  | Dati AGB            | Dati AGB                   |
| Episodio | Data di trasmissione | A livello nazionale | Area metropolitana di Seul | A livello nazionale | Area metropolitana di Seul |
| -------- | -------------------- | ------------------- | -------------------------- | ------------------- | -------------------------- |
| 1        | 19 gennaio 2015      | 7,6%                | 10,1%                      | 7,9%                | 8,7%                       |
| 2        | 20 gennaio 2015      | 8,0%                | 10,4%                      | 8,2%                | 8,8%                       |
| 3        | 26 gennaio 2015      | 8,6%                | 11,9%                      | 9,8%                | 11,4%                      |
| 4        | 27 gennaio 2015      | 9,9%                | 12,7%                      | 10,2%               | 11,7%                      |
| 5        | 2 febbraio 2015      | 8,4%                | 11,0%                      | 9,8%                | 11,8%                      |
| 6        | 3 febbraio 2015      | 9,1%                | 12,2%                      | 9,4%                | 10,8%                      |
| 7        | 9 febbraio 2015      | 8,7%                | 12,2%                      | 9,3%                | 10,8%                      |
| 8        | 10 febbraio 2015     | 9,4%                | 12,7%                      | 11,0%               | 12,3%                      |
| 9        | 16 febbraio 2015     | 9,4%                | 12,9%                      | 11,2%               | 13,1%                      |
| 10       | 17 febbraio 2015     | 11,5%               | 15,7%                      | 10,9%               | 11,9%                      |
| 11       | 23 febbraio 2015     | 11,5%               | 15,5%                      | 13,1%               | 15,1%                      |
| 12       | 24 febbraio 2015     | 12,3%               | 16,1%                      | 14,3%               | 16,4%                      |
| 13       | 2 marzo 2015         | 9,9%                | 13,4%                      | 11,9%               | 14,4%                      |
| 14       | 3 marzo 2015         | 12,4%               | 16,7%                      | 13,2%               | 15,4%                      |
| 15       | 9 marzo 2015         | 10,2%               | 13,9%                      | 11,6%               | 13,1%                      |
| 16       | 10 marzo 2015        | 11,7%               | 15,6%                      | 12,9%               | 14,9%                      |
| 17       | 16 marzo 2015        | 11,3%               | 14,7%                      | 11,7%               | 12,9%                      |
| 18       | 17 marzo 2015        | 11,4%               | 15,2%                      | 12,9%               | 14,2%                      |
| 19       | 23 marzo 2015        | 10,7%               | 13,9%                      | 11,4%               | 12,3%                      |
| 20       | 24 marzo 2015        | 11,4%               | 14,4%                      | 13,9%               | 15,3%                      |
| 21       | 30 marzo 2015        | 11,2%               | 13,6%                      | 12,1%               | 13,2%                      |
| 22       | 31 marzo 2015        | 9,5%                | 12,2%                      | 10,2%               | 11,4%                      |
| 23       | 6 aprile 2015        | 10,8%               | 13,5%                      | 11,5%               | 13,1%                      |
| 24       | 7 aprile 2015        | 11,5%               | 14,2%                      | 13,0%               | 14,4%                      |
| Media    | Media                | 9,8%                | 13,5%                      | 11,3%               | 12,8%                      |

## Colonna sonora
1. The Person I Miss (보고 싶은 사람) – Jieun
2. Are You the Same? (그대도 같은가요) – Ailee
3. Longing for You (그리워 그리워하다) – Postmen
4. I Remember You, I Love You (기억해 사랑해) – Shannon
5. If You Come to Me (그대가 오네요) – Lee Ga-eun
6. If That Was Me (그게 나였으면) – Ahn Hyun-jung
7. Or Shine Or Insane
8. Or Shine Or Insane (Slow Ver.)
9. Secret Society
10. Secret Society (Slow Ver.)
11. Destiny
12. I Was
13. Assassins
14. The Thorn
15. Dawn
16. Merciless Tyrant
17. Talk Talk
18. Jive Dance
19. Or Shine Or Insane (Piano Ver.)